# Red Byron
Statistiques en NASCAR Cup Series
Dernière mise à jour : 12 décembre 2016 
Red Byron est un pilote américain de NASCAR né le 12 mars 1915 à Anniston, Alabama, et mort le 11 novembre 1960.

## Carrière
Il participe à la première course organisée par la NASCAR à Charlotte en 1949 et remporte en fin de saison le championnat. Il signe cette année-là les deux seules victoires de sa carrière à Daytona Beach et Martinsville.